# تسونان، نیگاتا
تسونان، نیگاتا (به لاتین: Tsunan, Niigata) یک منطقهٔ مسکونی در ژاپن است که در استان نیگاتا واقع شده‌است. تسونان ۱۷۰٫۲۱ کیلومترمربع مساحت و ۹٬۸۵۱ نفر جمعیت دارد.